# Blasticorhinus oxydata
Blasticorhinus oxydata är en fjärilsart som beskrevs av George Francis Hampson 1895. Blasticorhinus oxydata ingår i släktet Blasticorhinus och familjen nattflyn. Inga underarter finns listade i Catalogue of Life.